# Gamma Serpentis
Gamma Serpentis (γ Serpentis, γ Ser) là một ngôi sao trong chòm sao xích đạo Cự Xà, trong phần chòm sao đại diện cho đầu con rắn (Serpens Caput). Nó có cấp sao biểu kiến +3,85, có nghĩa là có thể nhìn thấy nó bằng mắt thường. Dựa trên các đo đạc thị sai của tàu vũ trụ Hipparcos, ngôi sao này cách Trái Đất khoảng 36,7 năm ánh sáng.

## Tính chất
Gamma Serpentis là một sao dãy chính loại F thông thường với phân loại sao là F6 V. Nó lớn hơn và nặng hơn Mặt Trời, với độ sáng gấp 3 lần Mặt Trời. Dựa theo khối lượng của nó, có thể có một vùng đối lưu trong vùng lõi của nó. Tốc độ tự quay dự kiến dọc theo xích đạo là 10,2 km/s. Nó trẻ hơn Mặt Trời với tuổi ước tính 3,5 tỷ năm. Nhiệt độ hiệu dụng của bầu khí quyển bên ngoài của ngôi sao này là 6.350 K, tạo cho nó ánh sáng vàng trắng của một sao loại F.
Đôi khi Gamma Serpentis được liệt kê là có 2 sao đồng hành cấp sáng 10, nhưng có vẻ như những ngôi sao này chỉ là hàng xóm quang học.

## Từ nguyên
Gamma Serpentis là thành viên của khoảnh sao bản địa Ả Rập gọi là al-Nasaq al-Yamānī, thuộc "đường phía bắc" trong "hai đường" của al-Nasaqān, cùng với β Her (Kornephoros), γ Her (Hà Gian) và β Ser (Chow).
Theo danh lục sao trong Bản ghi nhớ kỹ thuật 33-507 - Danh lục sao rút gọn gồm 537 tên sao, al-Nasaq al-Sha'āmī hoặc Nasak Shamiya là tên gọi của ba sao: β Ser là Nasak Shamiya I, γ Ser là Nasak Shamiya II, γ Her là Nasak Shamiya III (trừ β Her). Ngôi sao này sau đó đã được đặt tên riêng là Ainalhai, từ tiếng Ả Rập ‘Ayn al-Ḥayyah nghĩa là "con mắt của Cự Xà".
Trong thiên văn học Trung Quốc, 天市右垣 (Tiān Shì Yòu Yuán, Thiên Thị Hữu Viên), có nghĩa là tường bao bên phải của chợ trời, để chỉ tới một khoảnh sao đại diện cho 11 quốc gia cổ tại Trung Quốc tạo thành đường bao bên phải của Thiên Thị viên, chứa các sao β Herculis, γ Herculis, κ Herculis, α Serpentis, β Serpentis, γ Serpentis, δ Serpentis, ε Serpentis, δ Ophiuchi, ε Ophiuchi và ζ Ophiuchi. Theo đó, tên gọi tiếng Trung của γ Serpentis là Thiên Thị Hữu Viên tứ (天市右垣四, Tiān Shì Yòu Yuán sì, nghĩa đen là sao thứ tư của Thiên Thị Hữu Viên), đại diện cho nước Trịnh (鄭), cùng với 20 Capricorni (theo phiên bản của Ian Ridpath) trong Thập Nhị Quốc của Sao Nữ.